# Conseil européen du 19 au 21 juin 2003
Le Conseil européen de Thessalonique s'est tenu dans la ville grecque de Thessalonique, du 19 au 21 juin 2003.
Ce Conseil européen fut le dernier à se dérouler dans le pays assurant la présidence du Conseil de l'Union européenne. Car à partir du 1er juillet 2003, tous les Conseils européens se dérouleront à Bruxelles, en Belgique.

## Sujets abordés
Plusieurs sujets ont été abordés :
- migrations vers l'Union européenne
- la réforme du droit d'asile (voir en particulier externalisation de l'asile)
- la situation en Irak et au Proche-Orient
- la prolifération nucléaire (déclaration aboutissant à la stratégie contre la prolifération des armes de destruction massive [1]; en avril 2004, le Conseil de sécurité de l'ONU adoptait à l'unanimité la résolution 1540 visant à prévenir celle-ci).
- le projet de Constitution européenne
- acceptation de la candidature du prochain président de la Banque centrale européenne (BCE), Jean-Claude Trichet

## Sommet Union européenne - Balkans occidentaux
Le Conseil européen fut immédiatement suivi, le 21 juin, par le Sommet Union européenne - Balkans occidentaux. Ce sommet avait pour but de faire le point sur les avancées des pays des Balkans occidentaux (Albanie, Bosnie-Herzégovine, Croatie, Macédoine (Ancienne République yougoslave de), Serbie et Monténégro), pour pouvoir intégrer l'Union européenne  et se conclut par la déclaration de Thessalonique.